# Karolina Stachoń-Weit
Karolina Stachoń-Weit ps. Narcyza (ur. 4 listopada 1895 w Woli Wadowskiej, zm. 1 maja 1987 w Niedźwiadzie) – łączniczka i skarbniczka dębickich Szarych Szeregów w pierwszych latach II wojny światowej.
Była starszą siostrą pułkownika pilota Bolesława Feliksa Stachonia. Jej rodzicami byli Wojciech i Honorata Stachoń (z d. Dobrowolska), a jej mąż miał na imię Kazimierz. 
Do 1919 ukończyła szkołę wydziałową w Rzeszowie i szkołę księgowości we Lwowie. W tym samym roku rozpoczęła pracę jako księgowa w Kasie Komunalnej w Dębicy. W 1940 została zaprzysiężona do działalności konspiracyjnej przez dowódcę dębickich Szarych Szeregów hm. Jana Kitę o pseudonimie „Samotny”. Przewoziła meldunki i pocztę konspiracyjną pomiędzy Dębicą a Krakowem, jako że dębicka komórka SzSz podlegała pod Ul Smok, czyli działającą w podziemiu Komendę Chorągwi Krakowskiej.
Została aresztowana w kwietniu 1941 na skutek „wsypy” w dębickich SzSz. Podczas przesłuchań w więzieniu w Dębicy była bita i torturowana. Następnie pod osłoną nocy przewieziono do Rzeszowa na Gestapo. W Rzeszowie przeprowadzono na niej zabieg chirurgiczny w niesanitarnych warunkach. W czerwcu przewieziono ją do więzienia Montelupich w Krakowie, a stamtąd kolejno do obozów koncentracyjnych w Ravensbrück i Hamburgu. Nosiła numer obozowy 73-96. Uzyskała wolność dzięki negocjacjom szwedzkiego hrabiego Folke Bernadotte w ramach akcji białe autobusy wiosną 1945, po czym wraz z innymi więźniarkami przeszła leczenie i rekonwalescencję w Szwecji. Wróciła do Polski w grudniu 1946 i podjęła pracę w dawnej instytucji, a następnie w  oddziale Kasy Komunalnej w Ropczycach, gdzie mieszkała do śmierci. Zmarła 4 maja 1987 – trzy dni po śmierci – Stachoń-Weit pochowano w Ropczycach.
Działaczka społeczna, odznaczona Krzyżem Kawalerskim Orderu Odrodzenia Polski w 1981.